# Тенамастлан (муниципалитет)
Тенамастла́н (исп. Tenamaxtlán) — муниципалитет в Мексике, в штате Халиско, с административным центром в одноимённом посёлке. Численность населения, по данным переписи 2020 года, составила 7302 человека.

## Общие сведения
Название Tenamaxtlán с языка науатль можно перевести двояко: много печей или каменный очаг.
Площадь муниципалитета равна 281,5 км², что составляет 0,4 % от общей площади штата, а наиболее высоко расположенное поселение Хуанакатлан находится на высоте 1514 метров.
Тенамастлан граничит с другими муниципалитетами штата Халиско: на севере с Атенго, на востоке с Теколотланом и Хучитланом, на юге с Эхутлой, на западе с Унион-де-Тулой и Аютлой.

## Учреждение и состав
Муниципалитет был образован в 1825 году, по данным 2020 года в его состав входит 18 населённых пунктов, самые крупные из которых:
| Код INEGI                  | Населённый пункт                                                                         | Численность населения (2005 год) | Численность населения (2010 год) | Численность населения (2020 год) |
| -------------------------- | ---------------------------------------------------------------------------------------- | -------------------------------- | -------------------------------- | -------------------------------- |
| 090                        | Всего                                                                                    | 7047                             | 7051                             | 7302                             |
| 0001                       | Тенамастлан (исп. Tenamaxtlán) 20°13′07″ с. ш. 104°09′37″ з. д. (административный центр) | 4706                             | 4711                             | 4940                             |
| 0014                       | Хуанакатлан (исп. Juanacatlán) 20°11′28″ с. ш. 104°15′15″ з. д.                          | 725                              | 761                              | 815                              |
| 0008                       | Колотитлан (исп. Colotitlán) 20°05′37″ с. ш. 104°09′15″ з. д.                            | 674                              | 644                              | 746                              |
| 0032                       | Ла-Ладера (исп. La Ladera) 20°12′21″ с. ш. 104°09′06″ з. д.                              | 139                              | 179                              | 208                              |
| 0029                       | Сан-Игнасио (исп. San Ignacio) 20°01′48″ с. ш. 104°09′29″ з. д.                          | 128                              | 135                              | 126                              |
| 0017                       | Мирапланес (исп. Miraplanes) 20°08′59″ с. ш. 104°10′30″ з. д.                            | 158                              | 152                              | 125                              |
| —                          | Прочие                                                                                   | 517                              | 469                              | 342                              |
| Названия на карте Генштаба |                                                                                          |                                  |                                  |                                  |

## Экономическая деятельность
По статистическим данным 2000 года, работоспособное население занято по секторам экономики в следующих пропорциях:
- сельское хозяйство, животноводство и рыбная ловля — 36,3 %;
- промышленность и строительство — 22,4 %;
- торговля, сферы услуг и туризма — 39,4 %;
- безработные — 1,9 %.

## Инфраструктура
По статистическим данным 2020 года, инфраструктура развита следующим образом:
- электрификация: 99,8 %;
- водоснабжение: 93 %;
- водоотведение: 99,3 %.